# Uno sconosciuto accanto a me (film 2003)
Uno sconosciuto accanto a me (The Stranger Beside Me), conosciuto anche con il titolo Ted Bundy - Il serial killer, è un film per la TV del 2003 diretto da Paul Shapiro, con Billy Campbell, Barbara Hershey e Kevin Dunn.
La storia è tratta dal saggio di Ann Rule Un estraneo al mio fianco (The Stranger Beside Me, 1980).

## Trama
Ann è un ex poliziotta e giornalista che scrive articoli su sparizioni e omicidi di alcune donne nello Utah ed molto amica di Ted, un brillante e affascinante studente di giurisprudenza. Lei è completamente ignara della vera identità di quest'ultimo, ma ben presto dovrà accettare la cruda realtà.

## Distribuzione
In Italia il film TV è stato distribuito direttamente in DVD col titolo Ted Bundy - Il serial killer su etichetta Vistarama/Hallmark Entertainment nel 2003.